# Benjamin List
Pour les articles homonymes, voir List.
Benjamin List, né le 11 janvier 1968 à Francfort-sur-le-Main, est un chimiste allemand. Il est lauréat du Prix Nobel de chimie en 2021.

## Biographie
Benjamin List est diplômé en 1993 en chimie de l'Université libre de Berlin, et obtient son doctorat – thèse : Synthese eines Vitamin B 12 Semicorrins (Synthesis of a vitamin B 12 semicorrin), directeur de thèse : Johann Mulzer – en 1997 à l'université de Francfort.
De 1999 à 2003, il travaille à l'Institut de recherche Scripps.
De 2003 à 2005, il est responsable de groupe à l'institut Max-Planck de recherche sur le charbon (de), puis en 2005 il en devient le directeur.
Le 6 octobre 2021, Benjamin List obtient le Prix Nobel de chimie avec David MacMillan pour le développement de l'organocatalyse asymétrique, un nouvel outil de construction des molécules qui a permis de verdir la chimie et d'améliorer la recherche pharmaceutique.